# I Cavalieri oltre l'Alba
Cavalieri oltre l'Alba (Riders Beyond the Sunrise) è un racconto incompiuto scritto da Robert Ervin Howard rinvenuto dopo la morte dell'autore, con protagonista Kull di Valusia. Il titolo venne scelto dallo scrittore e curatore Lin Carter.

## Storia editoriale
La versione revisionata e completata da Lin Carter venne pubblicata nel 1967 all'interno della raccolta King Kull della Lancer Books mentre il solo frammento è stato pubblicato per la prima volta nel successivo Kull. The Fabulous Warrior King della Bantam Books del settembre 1978. Inizialmente Glenn Lord avrebbe voluto affidare a L. Sprague de Camp il compito di completare la storia in vista della pubblicazione, ma per altri impegni, tra cui il corposo lavoro relativo ai racconti di Conan, dovette declinare passandoli al collega Carter.
Il racconto venne pubblicato in Italia per la prima volta nel 1975 all'interno del volume Kull di Valusia edito da Editrice Nord, corrispondente all'edizione Lancer, con il titolo Cavalieri oltre il sorgere del sole; La traduzione del testo originale venne pubblicata dalla Mondadori nella raccolta integrale Kull. Esule di Atlantide nel 2008, corrispondente all'edizione Del Rey.

## Fumetti
La Marvel Comics nel 1979 adattò entrambe le versioni del racconto nell'antologico Marvel Preview dividendoli in due capitoli.
| Data        | Edizione inglese                  | TItolo                    | Titolo italiano | Sceneggiatura | Disegni     | Copertina  | Prima edizione italiana | Data italiana |
| ----------- | --------------------------------- | ------------------------- | --------------- | ------------- | ----------- | ---------- | ----------------------- | ------------- |
| Giugno 1979 | Marvel Preview 19 (Marvel Comics) | Riders Beyond the Sunrise | n/a             | Roy Thomas    | Sal Buscema | Bob Larkin | Inedito                 | n/a           |

## Edizioni
- Riders Beyond the Sunrise, in King Kull, Lancer Books, settembre 1967.
- Untitled story (“Thus, said Tu . . .”), in Kull. The Fabulous Warrior King, Bantam Books, settembre 1978
- Untitled story (“Thus, said Tu . . .”), in Kull: Exile of Atlantis, Del Rey Books, ottobre 2006.
- Cavalieri oltre il sorgere del sole, traduzione di G. L. Staffilano, in Fantacollana 9, Editrice Nord, settembre 1975.
- Manoscritto senza titolo (Il fiume Stige / L'altra riva dell'alba), traduzione di Giuseppe Lippi, in Urania 1, Mondadori Editore, aprile 2008.
- Cavalieri oltre l'Alba, traduzione di Francesca Clemente, in Kull di Valusia. Il Ciclo Completo, Fanucci Editore, settembre 2020